# Senegal-Flösselhecht
Der Senegal-Flösselhecht (Polypterus senegalus) gehört zur Gattung der eigentlichen Flösselhechte (Polypterus).

## Namensgebung
Abgesehen von seinem wissenschaftlichen Namen, Polypterus senegalus kennt man ihn noch unter vielen Trivialnamen wie z. B.: Gray Bichir, Senegal Bichir, Cuvier’s Bichir und Dinosaurieraal. Der Name Dinosaurieraal, der wohl eher als ein Spitzname gewertet werden kann, soll wohl eine Anspielung auf seine altertümlichen Merkmale sein. Der häufig anzutreffende wissenschaftliche Name Polypterus senegalensis geht auf die Bestimmung von Steindachner im Jahr 1870 zurück und stellt ein Synonym für die Namensgebung Polypterus senegalus von Cuvier im Jahr 1829 dar. Nach der Prioritätsregel gilt jedoch der Name des Erstbeschreibers, nämlich P. senegalus.

## Verbreitungsgebiet
Der Senegal-Flösselhecht ist in Westafrika und dem Nilgebiet heimisch und wird etwa 50 cm lang. Die Verbreitungsgebiete von Polypterus senegalus liegen im Weißen Nil, dem Albert- und dem Rudolfsee, dem Omo River, dem Tschadsee und dem Chari River sowie den großen Flüssen Senegal, Gambia, Volta, Niger, Bénoué und dem oberen Kongobecken.

## Merkmale
Seine Erkennungsmerkmale sind eine weiße Markierung am Oberkiefer und ein schwarzer sogenannter Tränenstrich. Abgesehen davon ist Polypterus senegalus einfarbig grau am Rücken und weiß am Bauch gefärbt. Bei genauerer Betrachtung findet man zusätzlich im Rückenbereich des Fisches feine schwarze Tüpfelchen. Sehr junge Tiere erkennt man an drei den ganzen Körper in der Länge überziehenden Längsstreifen, die jedoch bei etwa 5 cm langen Tieren nicht mehr zu sehen sind.

## Aquaristik
Diese als friedlich und lebhaft geltende und vergleichsweise beliebte Art ist ein pflegeleichter Aquarienfisch, den man auch regelmäßig und in großer Stückzahl im Zoofachhandel antreffen kann. Lebendimporte des Senegal-Flösselhechtes kommen aus dem Nilgebiet sowie aus speziellen in Südostasien gelegenen Zuchtfarmen.